# Оразов Рамазан Сарлибекули
Рамазан Сарлибекули Оразов (каз. Рамазан Сарлыбекұлы Оразов, нар. 30 січня 1998, Алмати) — казахський футболіст, півзахисник клубу «Актобе» і національної збірної Казахстану.

## Клубна кар'єра
Народився 30 січня 1998 року в місті Алмати. Вихованець футбольної школи клубу «Кайрат». Дорослу футбольну кар'єру розпочав 2018 року в основній команді того ж клубу, в якій провів два сезон, взявши участь у 21 матчі чемпіонату. Ставав того ж 2018 року володарем Кубка Казахстану. 
2020 року провів декілька ігор за латвійський «Даугавпілс», після чого у 2020–2021 роках грав за російську «Чайку» (Піщанокопське).
2021 року повернувся на батьківщину, уклавши контракт з «Актобе». Згодом грав за «Аксу», «Тобол» (Костанай) та словеньский «Копер». 
На початку 2024 року знову приєднався до лав «Актобе». 

## Виступи за збірні
2014 року дебютував у складі юнацької збірної Казахстану (U-17), загалом на юнацькому рівні взяв участь у 6 іграх.
Протягом 2018–2019 років залучався до складу молодіжної збірної Казахстану. На молодіжному рівні зіграв у 6 офіційних матчах.
2021 року дебютував в офіційних матчах у складі національної збірної Казахстану.
| Дата       | Місто      | Господарі            | Результат | Гості                | Турнір                               | Голи | Примітки |
| ---------- | ---------- | -------------------- | --------- | -------------------- | ------------------------------------ | ---- | -------- |
| 31-3-2021  | Київ       | Україна              | 1 – 1     | Казахстан            | Відбір до ЧС 2022                    | -    | 46'      |
| 1-9-2021   | Астана     | Казахстан            | 2 – 2     | Україна              | Відбір до ЧС 2022                    | -    | 90'      |
| 4-9-2021   | Гельсінкі  | Фінляндія            | 1 – 0     | Казахстан            | Відбір до ЧС 2022                    | -    | 62' 63'  |
| 7-9-2021   | Зениця     | Боснія і Герцеговина | 2 – 2     | Казахстан            | Відбір до ЧС 2022                    | -    | 83'      |
| 9-10-2021  | Астана     | Казахстан            | 0 – 2     | Боснія і Герцеговина | Відбір до ЧС 2022                    | -    | 78'      |
| 3-6-2022   | Астана     | Казахстан            | 2 – 0     | Азербайджан          | Ліга націй УЄФА 2022-2023 - 1-й етап | -    | 46'      |
| 6-6-2022   | Трнава     | Словаччина           | 0 – 1     | Казахстан            | Ліга націй УЄФА 2022-2023 - 1-й етап | -    | 59'      |
| 10-6-2022  | Новий Сад  | Білорусь             | 1 – 1     | Казахстан            | Ліга націй УЄФА 2022-2023 - 1-й етап | -    | 67'      |
| 13-6-2022  | Астана     | Казахстан            | 2 – 1     | Словаччина           | Ліга націй УЄФА 2022-2023 - 1-й етап | -    | 73' 86'  |
| 22-9-2022  | Астана     | Казахстан            | 2 – 1     | Білорусь             | Ліга націй УЄФА 2022-2023 - 1-й етап | -    | 75'      |
| 25-9-2022  | Баку       | Азербайджан          | 3 – 0     | Казахстан            | Ліга націй УЄФА 2022-2023 - 1-й етап | -    | 29' 80'  |
| 16-11-2022 | Ташкент    | Узбекистан           | 2 – 0     | Казахстан            | товариський матч                     | -    | 67'      |
| 23-3-2023  | Астана     | Казахстан            | 1 – 2     | Словенія             | Відбір до ЧЄ 2024                    | -    | 66'      |
| 26-3-2023  | Астана     | Казахстан            | 3 – 2     | Данія                | Відбір до ЧЄ 2024                    | -    |          |
| 16-6-2023  | Парма      | Сан-Марино           | 0 – 3     | Казахстан            | Відбір до ЧЄ 2024                    | -    |          |
| 19-6-2023  | Белфаст    | Північна Ірландія    | 0 – 1     | Казахстан            | Відбір до ЧЄ 2024                    | -    | 81'      |
| 7-9-2023   | Астана     | Казахстан            | 0 – 1     | Фінляндія            | Відбір до ЧЄ 2024                    | -    | 67'      |
| 10-9-2023  | Астана     | Казахстан            | 1 – 0     | Північна Ірландія    | Відбір до ЧЄ 2024                    | -    |          |
| 14-10-2023 | Копенгаген | Данія                | 3 – 1     | Казахстан            | Відбір до ЧЄ 2024                    | -    |          |
| 17-10-2023 | Гельсінкі  | Фінляндія            | 1 – 2     | Казахстан            | Відбір до ЧЄ 2024                    | -    | 90+5'    |
| 17-11-2023 | Астана     | Казахстан            | 3 – 1     | Сан-Марино           | Відбір до ЧЄ 2024                    | -    | 54'      |
| 20-11-2023 | Любляна    | Словенія             | 2 – 1     | Казахстан            | Відбір до ЧЄ 2024                    | 1    |          |
| Усього     |            | Матчів               | 22        |                      | Голів                                | 1    |          |

## Титули і досягнення
- Володар Кубка Казахстану (1):

«Кайрат»: 2018